# Moskva (nosilka helikopterjev)
Moskva je bila prva ladja svojega razreda nosilk helikopterjev v uporabi v Sovjetski vojni mornarici. Njen gredelj je bil položen v ladjedelnici Nikolajev jug (Ladjedelnica št. 444), splavljena je bila leta 1965, v uporabo pa je bila predana dve leti pozneje. Moskvi je sledila ladja Leningrad, ki je bila predana v uporabo konec leta 1968. Nadaljnje ladje niso bile zgrajene zaradi slabe gibljivosti na odprtem morju.
Moskva je v času Jomkipurske vojne leta 1973 okrepila 5. operativno eskadro Sovjetske vojne mornarice v Sredozemskem morju, v času napetosti med vojnima mornaricama Sovjetske zveze in ZDA. Ladja je opravila precej odprav v Sredozemsko morje in severni Atlantik, med drugim je v letih 1974 in 1982 obiskala Reko, v letih 1979 ter 1981 pa Dubrovnik. Leta 1982 je obiskala Lagos in Luando.
26. maja 1993 je zadnjič odplula na bojno dežurstvo v Črno morje. Leta 1994 ni izplula iz pristanišča, leta 1995 pa je bila prestavljena v rezervo.